# Elezioni presidenziali in Iran del 1985
Le elezioni presidenziali in Iran del 1985 si sono tenute il 16 agosto. Esse hanno visto la vittoria di Ali Khamenei del Partito Islamico Repubblicano, che ha sconfitto l'indipendente Mahmoud Kashani del Partito Islamico Repubblicano.

## Risultati
| Ali Khamenei            | Partito Islamico Repubblicano                           | 12 203 870 | 87,86 |  |  |  |  |  |
| Mahmoud Kashani         | Indipendente                                            | 1 402 416  | 10,10 |  |  |  |  |  |
| Habibollah Asgar-Owladi | Indipendente (membro del Partito Islamico Repubblicano) | 283 297    | 2,04  |  |  |  |  |  |
| Totale                  | Totale                                                  | 13 889 583 | 100   |  |  |  |  |  |
|                         |                                                         |            |       |  |  |  |  |  |
| Voti non validi         | Voti non validi                                         | 355 047    | 2,49  |  |  |  |  |  |
| Votanti                 | Votanti                                                 | 14 244 630 |       |  |  |  |  |  |